# سوبويث كاميل
سوبويث كاميل (بالإنجليزية: Sopwith Camel )‏ كانت أول طائرة بريطانية  مقاتلة، تحتوي على مقعد واحد وذات سطحين، استُتخدمت لأول مرة في الجبهة الغربية 1917 خلال الحرب العالمية الأولى. 